# 1952 na Coreia do Sul
Esta é uma cronologia dos principais fatos ocorridos no ano de 1952 na Coreia do Sul.

## Incumbentes
- Presidente – Syngman Rhee (1948–1960)
- Primeiro-ministro
  - Chang Myon (1950–24 de abril de 1952)
  - Yi Yun-yong, interino (24 de abril de 1952–6 de maio de 1952)
  - Chang Taek-sang (6 de maio de 1952–6 de outubro de 1952)
  - Baek Du-jin, interino até 1953 (9 de outubro de 1952–1954)

## Eventos
- 5 de agosto – É realizada a eleição presidencial. Syngman Rhee é reeleito para um segundo mandato.
- 8 de outubro – As negociações para um cessar-fogo na Coreia são adiadas.
- 29 de novembro – Guerra da Coreia: O presidente eleito dos Estados Unidos, Dwight D. Eisenhower, cumpre uma promessa de campanha política, por viajar para a Coreia para descobrir o que pode ser feito para acabar com o conflito.

## Esportes
- 19 de julho a 3 de agosto – Participação da Coreia do Sul nos Jogos Olímpicos de Verão de 1952, em Helsinque, na Finlândia, terminando na 37ª posição

## Nascimentos
- 2 de fevereiro – Park Geun-hye, política e presidente de seu país
- 18 de junho – Lee Soo Man, empresário, músico e produtor musical